# AZUSA (ディスクジョッキー)
AZUSA（アズサ、旧名：千駄 あずさ、1973年6月9日 - ）は日本の愛知県を中心に活動しているディスクジョッキー、ラジオパーソナリティ。拠点は名古屋であるが、東京に本社を持つ「サンディ」に所属している。

## 概要
愛知県渥美郡渥美町（現在の田原市）出身、血液型はO型。専修大学文学部英米文学科卒業。女性ラクロスのクラブチームである「名古屋ラクロスクラブ」の一員である。上級救命士資格所得。
2007年3月のFM AICHI『ラブ・オンライン』終了を以てDJ業を休業。語学留学の後2008年2月に帰国。同年4月よりライバル局であるZIP-FMのミュージック・ナビゲーターとして復帰している。

## 出演番組

### 現在の担当番組（ZIP-FM）
- otonationary（2019年4月～）

### 過去の担当番組
FM AICHI
- ラブ・オンライン（2001年4月〜2007年3月30日）
- サンデープレシャスモーニング（2001年4月〜2004年3月）

ZIP-FM
- RADIMO LAND（2008年4月〜2009年3月）
- SATURDAY PRIME EMOTION（2008年4月〜2009年3月）
- FIND OUT（2009年4月〜2016年3月）
- BEAUTIFUL LOUNGE（2009年4月〜2018年3月）
- casual,usual（2018年4月～2019年3月）
- BEATNIK JUNCTION（2022年2月1・2日）- 清里千聖の代演
- Sparkling（2023年9月16日）- 清里千聖の代演
- MUSIC BLAZE（2024年5月17日～2024年9月28日)-清里千聖が産休の為、復帰まで代演。